# Bhoje
Bhoje – gaun wikas samiti w zachodniej części Nepalu w strefie Gandaki w dystrykcie Lamjung. Według nepalskiego spisu powszechnego z 2001 roku liczył on 514 gospodarstw domowych i 2597 mieszkańców (1391 kobiet i 1206 mężczyzn).